# المیدا، بویاکا
المیدا، بویاکا (به اسپانیایی: Almeida, Boyacá) یک سکونتگاه مسکونی در کلمبیا است که در بخش بویاکا واقع شده‌است.